# 아이신 AW
아이신 AW 주식회사(일본어: アイシン・エィ・ダブリュ株式会社, 영어: AISIN AW CO., LTD.)는 토요타 자동차의 계열사로, 일본 굴지의 자동차 부품 제조 기업이다.

## 개요
- 일본 굴지의 자동 변속기 글로벌 메이커로, 국내 업체인 쌍용자동차의 티볼리를 비롯한, 뷰티풀 코란도 등에도 제품을 공급한다.